# Ozarba nephroleuca
Ozarba nephroleuca là một loài bướm đêm trong họ Noctuidae.